# Твардогура
Твардогу́ра (пол. Twardogóra, нім. Festenberg) — місто в південно-західній Польщі.
Належить до Олесницького повіту Нижньосілезького воєводства.

## Демографія
Демографічна структура станом на 31 березня 2011 року:
|          | Загалом | Допрацездатний вік | Працездатний вік | Постпрацездатний вік |
| -------- | ------- | ------------------ | ---------------- | -------------------- |
| Чоловіки | 3346    | 666                | 2399             | 281                  |
| Жінки    | 3501    | 586                | 2175             | 740                  |
| Разом    | 6847    | 1252               | 4574             | 1021                 |